# Kristinehamns kommun
Kristinehamns kommun är en kommun i Värmlands län och landskapet Värmland.

## Historia
Kristinehamn, ursprungligen kallat Bro efter bron över Varnan, utvecklades till en viktig handels- och marknadsplats vid Vänern. Gustav Vasa identifierade tidigt platsens potential för järnbruk, vilket hans son Karl IX förverkligade på 1570-talet. Bro blev under 1600-1800-talen Bergslagens främsta utskeppningshamn för stångjärn och platsen där det globala järnpriset fastställdes. Järnexporten var drivkraften bakom att Bro 1642 blev staden Kristinehamn, ett centrum för järn- och trähandel. Denna ställning förstärktes med Sveriges första järnväg mellan Kristinehamn och Sjöändan (1850), som senare blev Inlandsbanans första länk. Stadens sjöfartshistoria hedras genom en bojort i stadsvapnet, vilket även manifesterades i den sentida byggnationen av skeppet Christine af Bro. 

## Administrativ historik
Kommunens område motsvarar socknarna: Rudskoga, Varnum, Visnum, Visnums-Kil och Ölme. I dessa socknar bildades vid kommunreformen 1862 landskommuner med motsvarande namn. I området fanns även Kristinehamns stad som 1863 bildade en stadskommun. 
Den 24 september 1948 inrättades Björneborgs municipalsamhälle i Visnums landskommun. 1951 inkorporerades Varnums landskommun i Kristinehamns stad.
Vid kommunreformen 1952 bildades storkommunerna Visnum (av de tidigare kommunerna Rudskoga, Södra Råda, Visnum och Visnums-Kil) och Väse (av Väse och Ölme) medan Kristinehamns stad förblev opåverkad. Vid årsskiftet 1954/1955 upplöstes Björneborgs municipalsamhälle.
Kristinehamns kommun bildades vid kommunreformen 1971 av Kristinehamns stad, huvuddelen av Visnums landskommun (Rudskoga, Visnums och Visnums-Kils församlingar) samt en del ur Väse landskommun (Ölme församling). 
Kommunen ingick från bildandet till 2005 i Kristinehamns domsaga och den ingår från 2005 i Värmlands domsaga.

## Geografi
Kommunen gränsar i söder till Gullspångs kommun, i väster till Karlstads kommun, i norr till Storfors kommun och i öster till Degerfors kommun. Centralort är Kristinehamn.

### Topografi och hydrografi
I Kristinehamns kommun består den jämna  berggrunden av gnejs och granit med inslag av hyperit. Genom området löper två stora, tydliga förkastningslinjer. Vänerkusten är kraftigt fragmenterad; ytterskärgården består av öar som varierar i grad av kalkspolning, medan de större inre öarna är täckta av skog.
Vänerslätten innanför kusten är täckt av fina sediment som delvis har odlats. Skogsområdet i nordöstra och östra delen av kommunen är mer kuperat och består huvudsakligen av stenig morän med inslag av myrmark. I södra delen av kommunen, kring Nötön och Åråsviken, finns tydliga ändmoränryggar.

### Administrativ indelning
Fram till 2016 var kommunen för befolkningsrapportering indelad i fem församlingar: Kristinehamns församling, Rudskoga församling, Visnums församling, Visnums-Kils församling och Ölme församling.

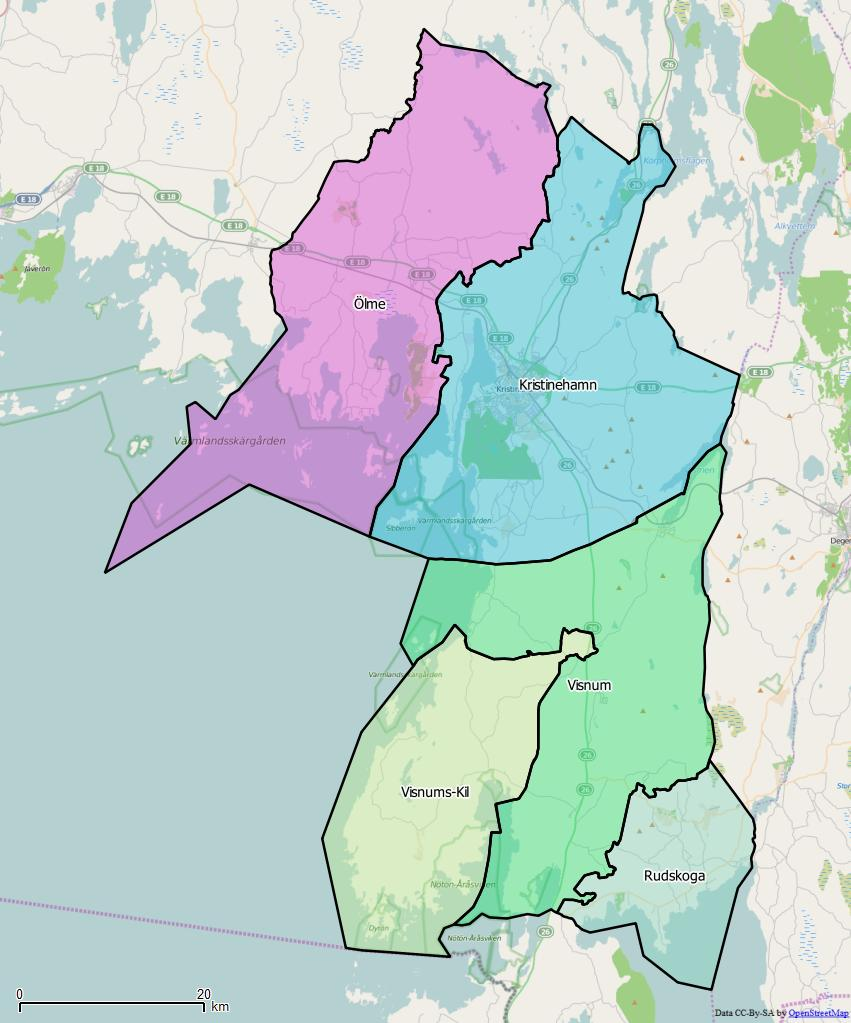
Distrikt inom Kristinehamns kommun

Från 2016 indelas kommunen istället i fem  distrikt: Kristinehamn, Rudskoga, Visnum, Visnums-Kil och Ölme.

### Tätorter
Vid Statistiska centralbyråns tätortsavgränsning den 31 december 2015 fanns det fyra tätorter i Kristinehamns kommun. 
| Nr | Tätort       | Folkmängd |
| -- | ------------ | --------- |
| 1  | Kristinehamn | 18 557    |
| 2  | Björneborg   | 1 237     |
| 3  | Bäckhammar   | 296       |
| 4  | Ölme         | 218       |

Centralorten är i fet stil.

## Styre och politik

### Styre
Mandatperioden 2010–2014 styrdes kommunen av de rödgröna som samlade 21 av 41 mandat i kommunfullmäktige. Samma koalition fortsatte styra i majoritet även efter valet 2014.
Valet 2018 ledde till maktskifte när Miljöpartiet bytte sida och istället gick samman med Allianspartierna i ett blågrönt styre.
Centerpartiet hoppade av styret under våren 2022. Både Miljöpartiet och Centerpartiet valde att istället bilda ett nytt styre med Socialdemokraterna och Vänsterpartiet efter valet 2022. 
Partierna lovade exempelvis:

- "att gemensamt driva frågan att avskaffa de delade turerna för anställda inom äldreomsorgen"

- "att satsa mer på skola och förskola med ökad lärarbemanning"

### Kommunfullmäktige

#### Presidium
| Presidium 2022–2026    | Presidium 2022–2026 | Presidium 2022–2026 |
| ---------------------- | ------------------- | ------------------- |
| Ordförande             | S                   | Anja Rech           |
| Förste vice ordförande | M                   | Mats Hahne          |
| Andre vice ordförande  | S                   | Inga-Lill Röhr      |

Källa: 

#### Mandatfördelning 1970–2022
| 2 | 25 | 8 | 8 |  | 5 |

| 43 |

| 3 | 23 | 10 | 6 |  | 6 |

| 38 | 11 |

| 2 | 23 | 11 | 6 |  | 6 |

| 33 | 16 |

| 3 | 24 | 8 | 6 |  | 7 |

| 31 | 18 |

| 2 | 26 | 7 | 4 |  | 9 |

| 31 | 18 |

| 3 | 24 | 5 | 8 |  | 8 |

| 33 | 16 |

| 3 | 22 | 2 | 5 | 9 |  | 7 |

| 33 | 16 |

| 3 | 19 |  | 3 | 5 | 7 | 3 | 8 |

| 30 | 19 |

| 4 | 25 | 2 | 4 | 5 | 2 | 7 |

| 26 | 23 |

| 8 | 19 | 2 | 4 | 4 | 4 | 8 |

| 29 | 20 |

| 5 | 16 | 2 |  | 7 | 6 | 4 | 8 |

| 29 | 20 |

| 3 | 14 |  |  | 3 | 4 | 2 |  | 12 |

| 24 | 17 |

| 3 | 16 | 2 |  | 5 | 2 |  | 11 |

| 23 | 18 |

| 3 | 16 | 2 | 3 | 5 | 4 |  | 7 |

| 20 | 21 |

| 3 | 11 |  | 6 | 7 | 5 |  | 7 |

| 21 | 20 |

| 3 | 14 |  | 7 | 3 | 5 |  | 7 |

| 23 | 18 |

### Nämnder

#### Kommunstyrelse
| Presidium 2022–2026    | Presidium 2022–2026 | Presidium 2022–2026 |
| ---------------------- | ------------------- | ------------------- |
| Ordförande             | S                   | Lars Nilsson        |
| Förste vice ordförande | C                   | Anders Ölmhult      |
| Andre vice ordförande  | M                   | Marie Oudin         |

Källa: 

#### Lista över kommunstyrelsens ordförande
| Namn | Namn          | Från | Till | Politisk tillhörighet |
| ---- | ------------- | ---- | ---- | --------------------- |
|      | Åke Thörnesjö | 2002 | 2010 | Moderaterna           |
|      | Bjarne Olsson | 2010 | 2018 | Socialdemokraterna    |
|      | Marie Oudin   | 2018 | 2022 | Moderaterna           |
|      | Lars Nilsson  | 2022 |      | Socialdemokraterna    |

#### Övriga nämnder
Avser mandatperioden 2022–2026.
| Nämnd                                     | Ordförande | Ordförande      | Vice ordförande | Vice ordförande        |
| ----------------------------------------- | ---------- | --------------- | --------------- | ---------------------- |
| Nämnden för arbete, kompetens och välfärd | S          | Samuel Carlén   | L               | Eric Hesselius         |
| Nämnden för stöd, vård och omsorg         | C          | Jane Larsson    | KD              | Ellen Skaare Håkansson |
| Kulturnämnden                             | S          | David Andergard | M               | Henrik Sjöberg         |
| Miljö- och byggnadsnämnden                | S          | Bo Andersson    | M               | Lars Gustafson         |
| Tekniska nämnden                          | S          | Krister Nyström | L               | Bo Ivarsson            |
| Skolnämnden                               | S          | Ulf Engström    | L               | Kim Bäckman            |
| Valnämnden                                | S          | Stefan Hult     | M               | Sonja Höglund          |

Källa:

### Vänorter
Kristinehamn har fem vänorter:
- Seinäjoki i Finland
- Rautavaara i Finland
- Farsunds kommun i Norge
- Elva i Estland
- Brodnica i Polen

Man anordnar årligen ett vänortsutbyte mellan dessa kommuner, där ungdomar får chansen att resa med sin sportförening och tävla.

## Ekonomi och infrastruktur

### Näringsliv
Områdets historia präglas av dess koppling till järnverk och hamn i Bro, vilket var en avgörande faktor för stadens tidiga utveckling. Även idag är hamnen en viktig del av stadens infrastruktur, medan järnindustrins betydelse har minskat över tid. Jordbruket spelar också en betydande roll i kommunen, särskilt på Ölmeslätten och i de södra delarna.
Bland de dominerande företagen i kommunen återfinns Scana Steel Björneborg AB, specialiserade på smidesprodukter, i Björneborg, och Nordic Paper Bäckhammars AB, som producerar kraftmassa och papper, i Bäckhammar. I centralorten finns även Akzo Nobel Adhesives AB, som tillverkar lim och bindemedel, samt Rolls-Royce AB, som fokuserar på propellrar och stråldriftssystem.

### Infrastruktur

#### Transporter
Den norra delen av kommunen korsas från öst till väst av Europaväg 18. Från norr till söder genomkorsas också kommunen av riksväg 64.

#### Utbildning
I kommunens finns förutom grundskolor, Brogårdsskolans gymnasium, Presterudsgymnasiet, Kristinehamns praktiska skola (KPS), folkhögskola och Stenstalidskolan.

## Befolkning

### Befolkningsutveckling
Kommunen har 23 693 invånare (31 mars 2025), vilket placerar den på 110:e plats avseende folkmängd bland Sveriges kommuner.
| Befolkningsutvecklingen i Kristinehamns kommun 1810–2020 | Befolkningsutvecklingen i Kristinehamns kommun 1810–2020 | Befolkningsutvecklingen i Kristinehamns kommun 1810–2020 | Befolkningsutvecklingen i Kristinehamns kommun 1810–2020 | Befolkningsutvecklingen i Kristinehamns kommun 1810–2020 |
| --- | -------------------------------------------------------- | -------------------------------------------------------- | -------------------------------------------------------- | -------------------------------------------------------- |
| |                                                          |                                                          |                                                          |                                                          |
| År |                                                          |                                                          | Folkmängd                                                |                                                          |
| 1810 | 1810                                                     |                                                          | 10 785                                                   |                                                          |
| 1850 | 1850                                                     |                                                          | 14 962                                                   |                                                          |
| 1900 | 1900                                                     |                                                          | 18 002                                                   |                                                          |
| 1910 | 1910                                                     |                                                          | 19 148                                                   |                                                          |
| 1920 | 1920                                                     |                                                          | 21 783                                                   |                                                          |
| 1930 | 1930                                                     |                                                          | 22 040                                                   |                                                          |
| 1940 | 1940                                                     |                                                          | 22 140                                                   |                                                          |
| 1950 | 1950                                                     |                                                          | 25 958                                                   |                                                          |
| 1960 | 1960                                                     |                                                          | 27 892                                                   |                                                          |
| 1970 | 1970                                                     |                                                          | 27 851                                                   |                                                          |
| 1980 | 1980                                                     |                                                          | 26 977                                                   |                                                          |
| 1990 | 1990                                                     |                                                          | 25 865                                                   |                                                          |
| 2000 | 2000                                                     |                                                          | 24 297                                                   |                                                          |
| 2010 | 2010                                                     |                                                          | 23 808                                                   |                                                          |
| 2020 | 2020                                                     |                                                          | 24 190                                                   |                                                          |
| Anm: Informationen gäller för dagens kommungränser. Äldre informationen är ihopsamlad från tidigare kommuner eller från socknarna som idag ingår i kommunen. |                                                          |                                                          |                                                          |                                                          |

## Kultur

### Kommunvapen
Blasonering: I fält av silver en röd bojort med hissade segel, seglande på en av en vågskura bildad blå stam.
Bilden kommer från Kristinehamns stads sigill, föreskrivet i privilegiebrevet från 1642. När detta skulle fastställas som vapen på 1940-talet uppstod vissa tolkningskiljaktigheter mellan staden och Riksheraldikern. I sin nuvarande form kunde det fastställas av Kungl Maj:t 1941. Efter kommunombildningen 1971 registrerades det för Kristinehamns kommun i PRV 1974.